# Tukany na tropie
Tukany na tropie (ang. Toucan 'Tecs, 1990) – brytyjski serial animowany, opowiadający o dwóch tukanach, które rozwiązują kryminalne zagadki. Ich największym wrogiem jest Kaczka Szalejka.

## Obsada
- Phil Whitchurch – Zippi
- Tony Robinson – Zac
- Peter Hawkins – Samson
- Kate Lee – Fifi

i inni

## Wersja polska
Wersja polska: TELEWIZYJNE STUDIA DŹWIĘKU

Reżyseria: Andrzej Bogusz

Dialogi: Elżbieta Kowalska

Dźwięk: Paweł Gniado

Montaż: Zofia Dmoch

Kierownik produkcji: Dorota Filipek-Załęska

Wystąpili:
- Jerzy Bończak – Samson
- Jakub Grzegorek
- Jerzy Łazewski
- Agnieszka Kunikowska – Kaczka Szalejka

i inni

Lektor: Andrzej Bogusz

## Spis odcinków
| N/o            | Polski tytuł         | Angielski tytuł |
| -------------- | -------------------- | --------------- |
|                |                      |                 |
| SERIA PIERWSZA |                      |                 |
|                |                      |                 |
| 01             | Pan Ślimak           |                 |
|                |                      |                 |
| 02             | Szwajcarskie kukułki |                 |
|                |                      |                 |
| 03             | Złoto Pana Susła     | Gopher Gold     |
|                |                      |                 |
| 04             | Szkocki taniec       |                 |
|                |                      |                 |
| 05             | Tukany w Nowym Jorku |                 |
|                |                      |                 |
| 06             | Wizyta w pałacu      |                 |
|                |                      |                 |
| 07             | Kłopot bobrów        |                 |
|                |                      |                 |
| 08             | Wyspa żółwi          |                 |
|                |                      |                 |
| 09             | Panda chińska        |                 |
|                |                      |                 |
| 10             | Szalony golf         |                 |
|                |                      |                 |
| 11             | Tukan na Antypodach  |                 |
|                |                      |                 |
| 12             |                      |                 |
|                |                      |                 |
| 13             |                      |                 |
|                |                      |                 |